# 市川喜康
市川 喜康（いちかわ よしやす、1976年3月19日 - ）は、日本の作詞家、作曲家、音楽プロデューサーであり、クリエイティブディレクター、コピーライター。

## 略歴
1999年、中村俊介のデビュー・シングル「旅の者 ～Love & Peaceって一体何ですか?～」の作詞・作曲でプロとしてのキャリアをスタートした。
2005年、2010年、2015年の3回（内2回は大トリ）紅白歌合戦で歌われたSMAPの「Triangle」を手掛けるなど、作詞・作曲家としてオリコンウィークリーチャート1位を27曲で記録している（2023年現在）。
2004年、シンガーソングライターとしてアルバム「虹色シアター」をリリースした。
2005年からの5年間、日本テレビ「歌スタ!!」にウタイビトハンターとして出演し、番組内で2アーティストをメジャー・デビューさせた。
2014年、音楽活動と並行して株式会社アサツー ディ・ケイ（ADK）に入社しクリエイターとしての活動領域を広げた。
2019年、ADK社内にクリエイティブブティック「ADK Wonder Records」を立ち上げた。
2024年12月31日公式Xで、22年余り所属した吉本興業からの退所を発表。
同じく公式Xで、2025年3月にADKを退社したことを報告した。

## 人物・エピソード
- もともとSMAPの「オレンジ」の歌詞は、最後が「さよなら」だったが、レコーディング中に木村拓哉が「ありがとう」に変更した。[5]
- SMAPに「Triangle」を提供した時、曲に込めた意味を手紙でメンバーに送った。[6][7]
- CDデビュー25周年になるSMAPが「SMAPの音楽活動を支えてきてくださったファンの皆様の思いを大切に」をテーマにしたベスト・アルバム「SMAP 25 YEARS」に、ファン投票2位「オレンジ」、同20位「Triangle」、同42位「夏日憂歌」の3曲が選ばれた。
- ガンバ大阪のサポーターで、チームのオフィシャルソング「奇蹟の絆」を作詞している。
- ファンクラブ「ヨシヤスびいき」は「F.C.ヨシヤス」に名前が変わり、2012年の公式ホームページリニューアルで解散した。

## 提供作品
- 嵐
  - 『Song for you』（作詞）
  - 『Under the radar』（作詞）
  - 『Ups and Downs』（作詞）
  - 『消えぬ想い』（作曲+編曲）
- &G（稲垣吾郎）
  - 『Wonderful Life』（作詞+作曲）
- 関ジャニ∞
  - 『きっと幸せがキミを待ってる』（作詞+作曲）
- Kis-My-Ft2
  - 『キミとのキセキ』（作詞+作曲）
  - 『3.6.5』（作曲）
  - 『ツバサ』（作詞+作曲+編曲）
- KinKi Kids
  - 『ちがう道、おなじ空。』（作詞+作曲+編曲）
  - 『たいむ・とらべ・らばーず』（作詞+作曲）
  - 『流星』（作詞）
- King & Prince
  - 『花束』（作詞+作曲）
- ジャニーズWEST
  - 『Colorful Magic』（作詞+作曲+編曲）
  - 『ジパング・おおきに大作戦』（作詞+作曲+編曲）
  - 『Mambo de WEST!』（作詞+作曲）
  - 『WA! WA! ワンダフル!!』（作詞+作曲+編曲）
- SMAP
  - 『オレンジ』（作詞+作曲）
  - 『Triangle』（作詞+作曲）
  - 『Mr.S -SAITEI DE SAIKOU NO OTOKO-』（作曲+編曲）
  - 『ユーモアしちゃうよ』（作曲）
  - 『夏日憂歌』（作詞+作曲）
  - 『Song2 ～the sequel to that～』（作詞+作曲）
  - 『幸せの果てに』（作詞）
  - 『Secret Summer』（作詞）
  - 『ラストシーン』（作詞）
- タッキー&翼
  - 『Number One! Only One!』（作曲）
- V6
  - 『Road Show』（作詞+作曲+編曲）
- Hey! Say! JUMP
  - 『トレンディーラブ #REIWA』（作詞）
- 山下智久
  - 『いっしょ。』（作曲+編曲）
- 青山テルマ
  - 『何度も』（作詞）
- みゆはん
  - 『SUPER SHIRO』（作詞）
- FTisland
  - 『Treasure』（作詞+作曲）
- 19（ジューク）
  - 『たいせつなひと』（作詞）
- 岡野昭仁（ポルノグラフィティ ）
  - 『GLORY』(作詞)
- RAG FAIR
  - 『赤い糸』（作詞+作曲）
  - 『People』（作詞+作曲）
- 遊助
  - 『レインボー』（作曲）
- Play.Goose
  - 『プロポーズ2019』（作詞・作曲）
  - 『Count Up!』（作詞・作曲）
- 藤木直人
  - 『シュクメイ』（作詞+作曲+編曲）
  - 『東京ベリーパイ』（作詞）
  - 『VOICE LINK』（作詞）
- Skoop On Somebody
  - 『椛 〜momiji〜』（作詞）
  - 『Shining Days』（作詞+作曲）
  - 『君がキミである証』（作詞）
- 玉木宏
  - 『Seasons』（作詞）
  - 『嘘』（作詞）
  - 『Quiz』（作詞）
- 9nine
  - 『流星のくちづけ』（作詞）
  - 『Brave』（作詞）
  - 『桜、ゆれる』（作詞）
- ベッキー♪♯
  - 『冬空のLove Song』（作曲）
  - 『コロコロまごころ』（作曲）
  - 『心こめて』（作曲）
  - 『闇を突きぬけてゆく』（作曲）
  - 『向日葵』（作詞+作曲）
  - 『deco boco』（作曲）
  - 『チョコ』（作詞+作曲）
- John-Hoon
  - 『Special Song』（作詞+作曲）
- SS501
  - 『LOVERS』（作詞+作曲）
  - 『ホシゾラ』（作詞）
  - 『LIVE!』（作詞+作曲）
  - 『光』（作詞）
- キム・ボム
  - 『Home Town』（作詞）
- 井口裕香
  - 『Open Sesami!』（作詞）
- SM☆SH
  - 『Voyager』（作詞）
- 夏川りみ
  - 『だいじょぶ、だいじょうぶ』（作詞）
  - 『あなたとともに』（作詞）
- 中孝介
  - 『声をきかせて』（作詞）
- fumika
  - 『んなら、またね。』（作詞）
  - 『ハピバ！』（作詞）
- イーフェイ　Liu Yifei
  - 『HAPPINESS』（作詞+作曲）
- 宮田和弥（JUN SKY WALKERS）
  - 『七色』（作詞）
- 宇都宮隆
  - 『The Long Night Is Over』（作詞+作曲）
- 塚本高史
  - 『NEW MORNING』（作詞+作曲）
  - 『Recycle』（作詞+作曲）
- 砂川恵理歌
  - 『Heart Drops』（作詞+作曲）
  - 『笑』（作曲）
  - 『恋唄』（作詞+作曲）
  - 『凜として』（作詞+作曲）
- AQUA5（宝塚歌劇団）
  - 『シラユキ』（作詞）
- 安蘭けい（宝塚歌劇団）
  - 『蝶 ～Butterfly～』（作詞）
- 真飛聖（宝塚歌劇団）
  - 『花舞 ～HanaMai～』（作詞）
  - 『One』（作詞+作曲）
- 柚希礼音（宝塚歌劇団）
  - 『夜空に眠るまで』（作詞）
  - 『love U』（作詞）
- 木下航志
  - 『通り雨』（作詞）
  - 『たからもの』（作詞）
- ガンバ大阪・オフィシャルソング
  - 『奇蹟の絆』（作詞）
- 吉本新喜劇オールスターズ・テーマソング
  - 『サチアレ ～しあわせのたねをまこう～』（作詞）

ほか

## シンガーソングライター

### アルバム
- 虹色シアター （YRCN-11023 / 2004年7月28日）

1. Mono phone
2. to myself
読売テレビ・日本テレビ系『アフリカのツメ』エンディングテーマ
3. Portrait
4. Freeeee!!!!!
5. ドライフラワー
6. 美しい人
7. 平凡
8. Healing

## 出演

### TV
- おはよう・にっぽん（2022年3月11日、NHK）
- 歌スタ!!（2005年4月 - 2010年3月、日本テレビ）
- 遠藤淳（2009年9月 - 2010年3月、テレビ東京）

### ラジオ
- BRAND NEW HOT SHOT（2004年7月、BAY-FM）
- マシコタツロウの真プリプロルーム（2011年10月 - 2013年3月、茨城放送）